# Hapag-Lloyd Express

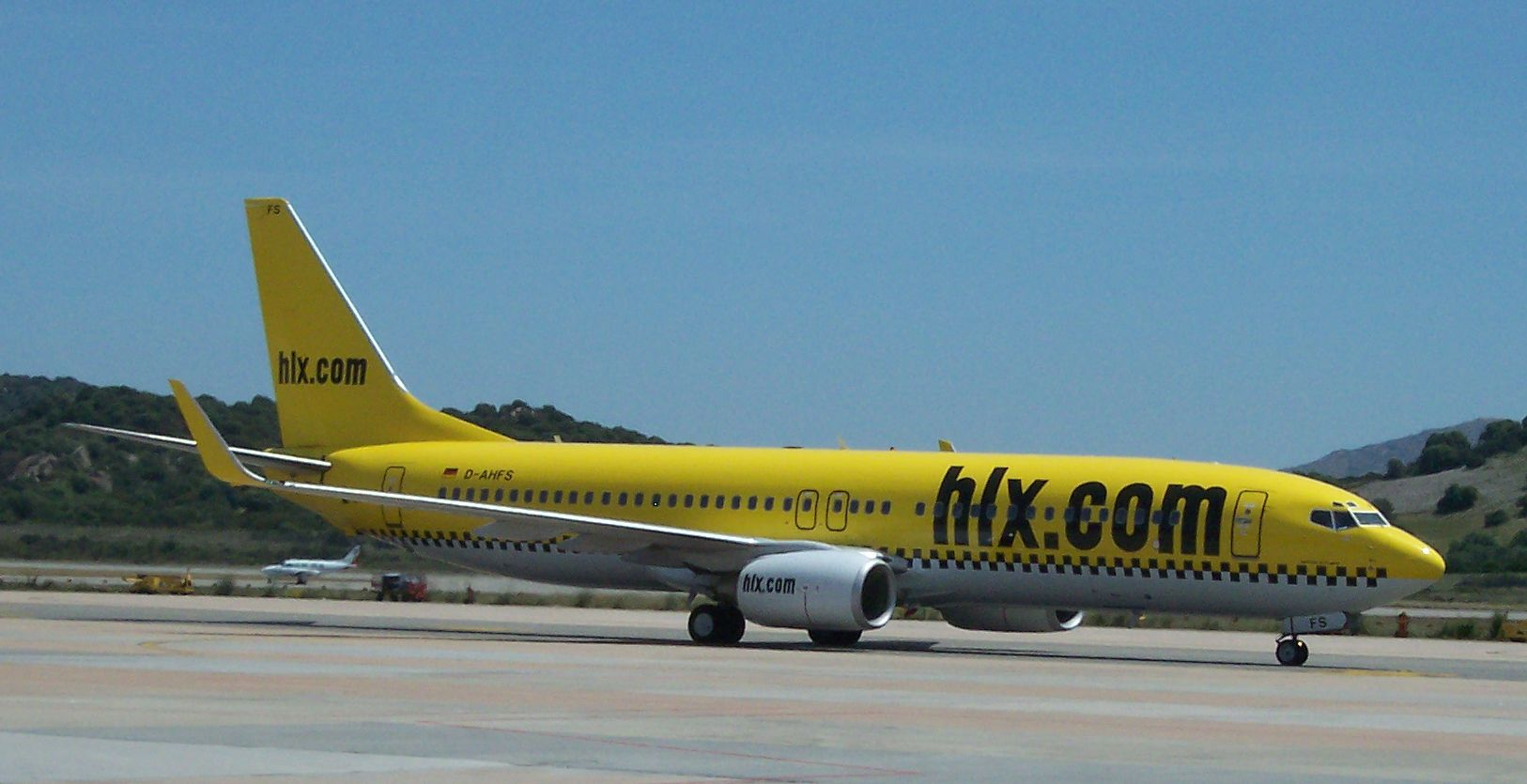
En Boeing 737 tillhörande Hapag-Lloyd Express

Hapag Lloyd Express var ett tyskt lågprisflygbolag som ingick i resekoncernen TUI. Bolaget flög bland annat från Arlanda till Stuttgart och Hannover. Hapag Lloyd Express hade 18 Boeing 737 och två Fokker 100. År 2007 gick bolaget ihop med Hapag-Lloyd Flug och det nya bolaget fick namnet TUIfly och är det tredje största flygbolaget i Tyskland.